# Motore avalve Panhard a 4 cilindri

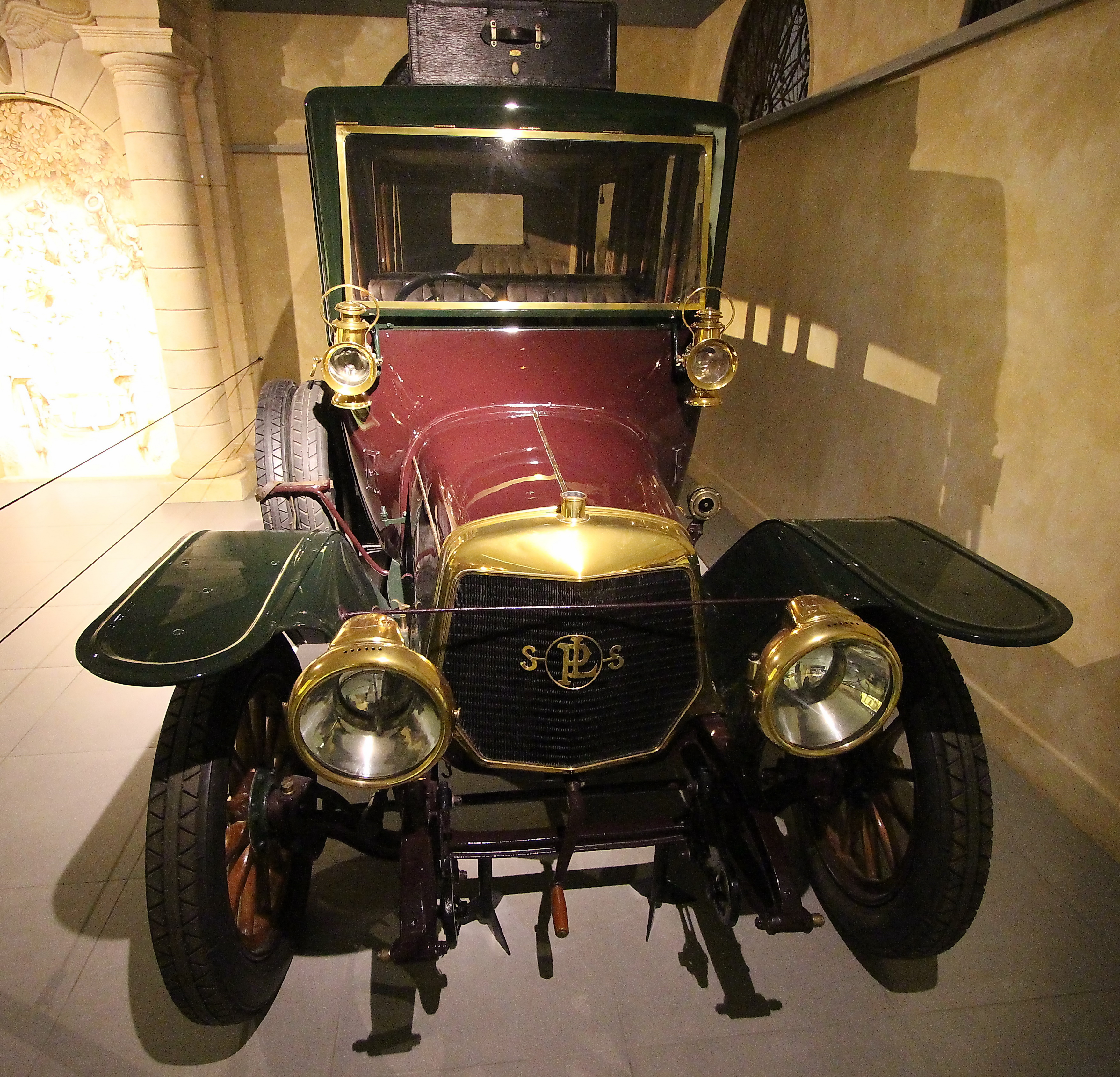
Una Panhard & Levassor Type X21, che montava un motore 4 cilindri avalve da 2614 cm^{3}

Fra il 1910 e il 1944, la casa automobilistica francese Panhard & Levassor costruì motori endotermici quadricilindrici a cilindro ruotante per la propria produzione automobilistica e di camion.

## Storia e caratteristiche tecniche
Si tratta di motori prodotti evolvendo dalle primissime versioni, da 4,4 litri di cilindrata, ad altre versioni via via sempre più perfezionate e che si ramificheranno in più livelli di cilindrata. La tecnologia adottata era quella dei motori con valvole a fodero prodotti su licenza Knight. Dei motori prodotti prima dell'avvento della prima guerra mondiale, solo quello siglato SK4E era a struttura biblocco, mentre gli altri prodotti nello stesso periodo erano a cilindri separati. I motori prodotti dal 1915 in poi divennero invece tutti di tipo monoblocco. Fino al 1930, tali motori vennero montati sia su autovetture che su camion, mentre negli anni seguenti, fino allo scoppio della Seconda Guerra Mondiale per tutto il periodo bellico, vennero utilizzati solo sui camion costruiti dalla casa di avenue d'Ivry.

## Riepilogo caratteristiche ed applicazioni
Di seguito vengono riepilogate le principali caratteristiche ed applicazioni dei motori Panhard & Levassor avalve a 4 cilindri. Per brevità, questa tabella tratterà solo le applicazioni relative alle autovetture.
| Motori Panhard avalve a 4 cilindri |                  |                        |                                     |                    |
| Variante                           | Cilindrata (cm3) | Alesaggio e corsa (mm) | Applicazioni                        | Anni di produzione |
| SK4C                               | 1190             | 60 x 105               | Panhard & Levassor Type X37         | 06/1922-02/1924    |
| SK4C3                              | 1390             | 65 x 105               | Panhard & Levassor Type X44         | 03/1924-03/1925    |
| SK4C4                              | 1480             | 67 x 105               | Panhard & Levassor Type X47         | 12/1923-08/1927    |
| SK4C4                              | 1480             | 67 x 105               | Panhard & Levassor Type X47         | 09/1927-09/1930    |
| SK4D                               | 2297             | 75 x 130               | Panhard & Levassor X39/X43/X45      | 10/1922-08/1930    |
| SK4E                               | 2614             | 80 x 130               | Panhard & Levassor Type X17         | 11/1911-02/1913    |
| SK4E                               | 2614             | 80 x 130               | Panhard & Levassor Type X21         | 04/1913-1915       |
| SK4E2/3                            | 3175             | 85 x 140               | Panhard & Levassor Type X26         | 12/1914-12/1921    |
| SK4E2/3                            | 3175             | 85 x 140               | Panhard & Levassor Type X30/X40/X46 | 10/1921-10/1928    |
| K4F                                | 4398             | 100 x 140              | Panhard & Levassor Type X7          | 02/1910-10/1910    |
| K4F                                | 4398             | 100 x 140              | Panhard & Levassor Type U9          | 08/1910-07/1912    |
| K4F                                | 4398             | 100 x 140              | Panhard & Levassor Type X9          | 1911-14            |
| K4F                                | 4398             | 100 x 140              | Panhard & Levassor Type X7          | 06/1911-04/1915    |
| SK4F                               | 4850             | 105 x 140              | Panhard & Levassor Type X23         | 10/1913-1916       |
| SK4F                               | 4850             | 105 x 140              | Panhard & Levassor Type X29         | 05/1917-01/1922    |
| SBK4F                              | 4850             | 105 x 140              | Panhard & Levassor Type X22         | 07/1913-1917       |
| SK4F2                              | 4850             | 105 x 140              | Panhard & Levassor Type X35         | 10/1921-10/1923    |
| SK4F2                              | 4850             | 105 x 140              | Panhard & Levassor Type X41/X53     | 11/1923-08/1928    |
| SK4FS                              | 4850             | 105 x 140              | Panhard & Levassor Type X49         | 10/1924-10/1927    |
| SK4F6                              | 5322             | 110 x 140              | Panhard & Levassor Type X56         | 10/1927-09/1930    |
| SK4L                               | 7360             | 125 x 150              | Panhard & Levassor Type X24         | 10/1913-11/1919    |